# Wulften am Harz
Wulften am Harz là một đô thị trong bang Niedersachsen, Đức, gần các thị xã Northeim và Osterode am Harz.
Wulften am Harz nằm ở rìa tây ban của dãy núi Harz và cuối phía đông bắc của đồi Rotenberg. Sông Oder chảy qua đô thị này. Các đô thị phụ cận gồm Osterode am Harz (12 km), Herzberg am Harz (15 km) và Göttingen (30 km). 